# A Whale of a Tale
«A Whale of a Tale» (en español, «Una gran historia» o «Una historia increíble») es una canción compuesta por Al Hoffman y escrita por Norman Gimbel para la película Veinte mil leguas de viaje submarino. La canción es interpretada por Kirk Douglas en el filme, en su papel como Ned Land. La grabación de la interpretación de Kirk Douglas llegó a ser muy popular en su momento.
Parte de la canción también la canta un pez en Buscando a Nemo mientras él y otros peces similares nadan en formación, asemejándose a un barco.

## En la película
La canción se escucha por primera vez cerca del comienzo de la película (el único momento en que se escucha en su totalidad). Comienza inmediatamente después de una conversación entre Ned Land, Conseil y Pierre Aronnax a bordo del barco. Ned toma una guitarra y sube a la cubierta. La música llama la atención de varios de los tripulantes, quienes escuchan emocionados y uno incluso participa cantando la línea «Held her tenderly» en un tono extremadamente bajo. Inmediatamente después de que Ned termina la canción, finalmente se encuentran con el Nautilus.
Si bien la canción completa solo se interpreta una vez, se hace referencia a ella con frecuencia a lo largo de la película. Después de improvisar una guitarra con un caparazón de tortuga, se ve a Ned interpretando partes de la canción dos veces: en la primera, le canta parte del coro a Esmeralda (una foca que vive en el Nautilus) en un esfuerzo por ocultar el hecho de que había estado robando tesoros; en la segunda, Land, en estado de embriaguez, canta una parte de la canción que compone para parodiar al Capitán Nemo y la cocina del Nautilus, mientras Esmeralda «aplaude» al compás. También hay una versión instrumental que se reproduce como música de fondo en varias escenas.